# Partido Laborista (Polonia)
El Stronnictwo Pracy (en español: Partido Laborista) fue un partido político cristianodemócrata polaco, activo desde 1937 en la Segunda República Polaca y más tarde parte del gobierno polaco en el exilio. Sus fundadores y principales activistas fueron Wojciech Korfanty y Karol Popiel.
El partido continuó sus operaciones como parte del Estado secreto polaco durante la Segunda Guerra Mundial (cuando tenía el nombre en código de Romb). Dos políticos del partido se desempeñaron como jefes de la Delegación del Gobierno en Polonia, los representantes civiles del Estado secreto polaco dentro de la Polonia ocupada, Cyryl Ratajski (1940-1942) y Jan Jankowski (1943-1945).
El partido se disolvió en 1946, con el surgimiento de la República Popular de Polonia. Algunos de sus miembros permanecieron activos en la clandestinidad hasta la década de 1950, mientras que otros se unieron al Partido Demócrata (en polaco: Stronnictwo Demokratyczne), un partido de "oposición" sancionado oficialmente en la Polonia comunista, también descrito como un partido "satélite" del Partido Obrero Unificado Polaco.
En 1989, después de la caída del comunismo en Polonia, se intentó revivir el partido bajo el nombre de Partido Laborista Cristianodemócrata.
El partido debe distinguirse del Partido Laborista (en polaco: Partia Pracy) del mismo período.